# Газотрон
Газотро́н — двухэлектродный ионный (газоразрядный) прибор, служащий для выпрямления электрического тока. В газотронах используется несамостоятельный дуговой или самостоятельный тлеющий разряд. Газотрон с горячим катодом, наполненный инертным газом, носит название тунгар (англ. tungar от tungsten — «вольфрам» и argon).
Газоторон представляет собой колбу, наполненную парами ртути или инертным газом, с двумя электродами — анодом и катодом. Катод изготавливают из материала с малой работой выхода электронов; анод выполняют из материала с большой работой выхода электронов. Кроме того, катод газотронов дугового разряда снабжают подогревателем, а в случае газотронов тлеющего разряда делают его площадь много большей площади анода. Благодаря этому обеспечивается однонаправленное протекание тока через газотрон. Типичный материал анода — графит или никель, катода — оксидированный никель, вольфрам, торированный вольфрам. Существуют также двуханодные газотроны для работы в двухполупериодных выпрямителях.
Ртутные газотроны обладают высокими напряжениями обратного зажигания (до десятков киловольт) и высокими допустимыми прямыми токами (до десятков ампер). Использование паров ртути под сравнительно высоким давлением (при комнатной температуре в колбе лежит капля ртути) приводит к необходимости длительной подготовки прибора к эксплуатации и сужает диапазон допустимых температур. Так, для мощного газотрона ВГ-163 паспортное время прогрева после хранения составляет два часа, а диапазон окружающих температур — от 15 до 35°С. Тунгары имеют меньшее обратное напряжение — до 300 вольт, однако лишены описанных недостатков. Типичное время готовности — 30-60 секунд, окружающая температура — до 50°С. Преимуществом газотронов являются низкие потери в открытом состоянии: прямое напряжение в среднем составляет 13 вольт для ртутных газотронов и практически не зависит от протекающего тока (электрический разряд имеет малое дифференциальное сопротивление).
Газотроны широко применялись в первой половине двадцатого века в высоковольтных выпрямителях питания различной аппаратуры, в первую очередь, радиопередающей.